# جامع غازي قاسم باشا
جامع غازي قاسم باشا (بالمجرية: Gázi Kászim pasa dzsámija)، (بالتركية: Gazi Kasım Paşa Camii) هو مسجد تاريخي تحول إلى كنيسة مسيحية تحت اسم كنيسة البلد السيدة العذراء (بالمجريَّة: Belvárosi Gyertyaszentelő Boldogasszony-templom) بين القرنين السادس عشر والسابع عشر. ويعتبر أحد رموز مدينة بيتش، إحدى مدن المجر. ويقع في وسط المدينة، في الساحة الرئيسية (ساحة سيشينى). في الوقت الحاضر، فإنه يعمل ككنيسة رومانية كاثوليكية.
المبنى عبارة عن مسافة مائة خطوة في كل من طوله وعرضه، وقد بناه قاسم باشا في الفترة ما بين 1543 و1546. وقد هدمت مئذنة المسجد من قبل اليسوعيون في عام 1766. كما يعتبر واحدًا من أكبر المباني العثمانية المتبقية في المجر. ويتميز تصميمه بالعمارة التركية العثمانية.

## صور

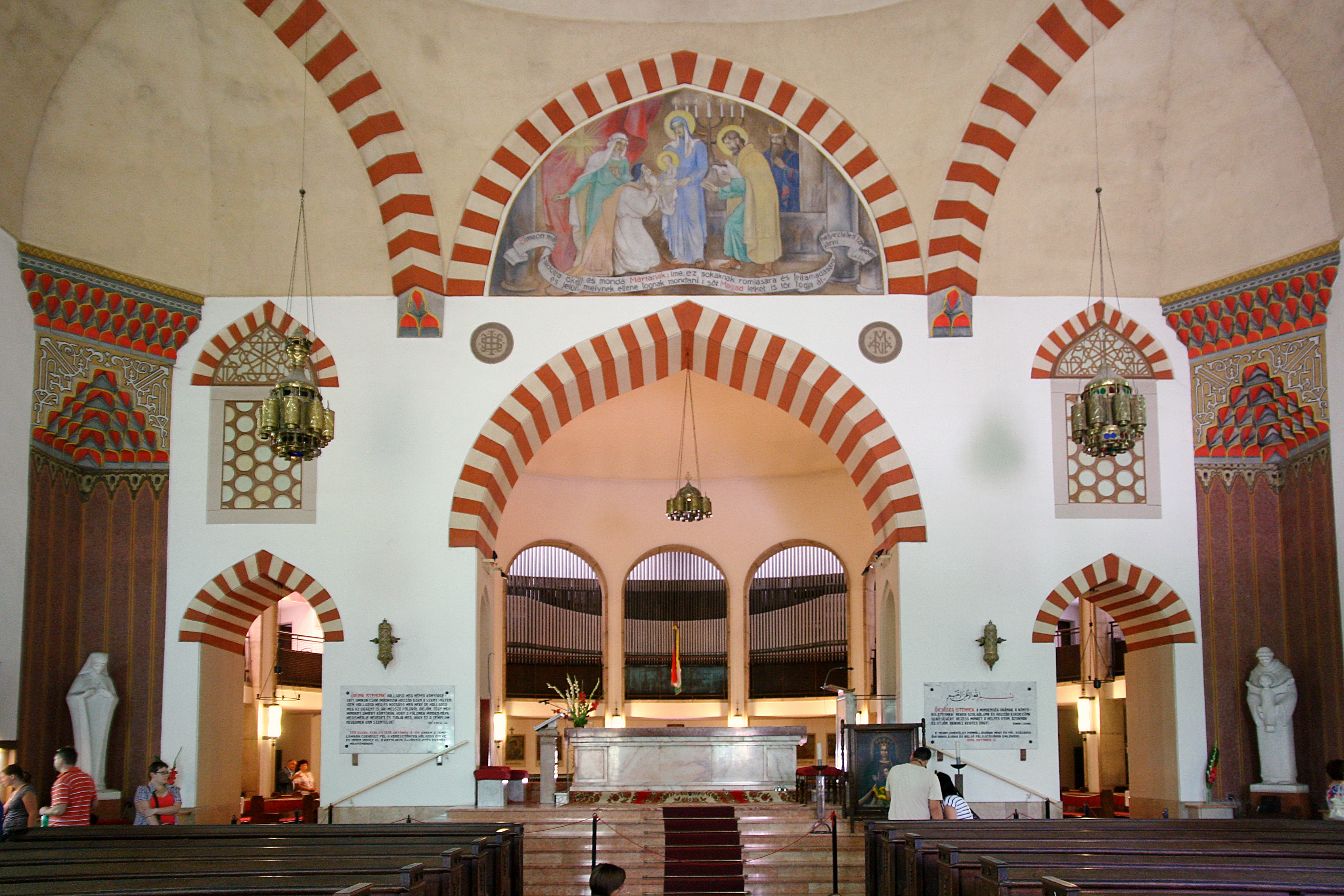
الكنيسة (حاليًا) المسجد (سابقًا) من الداخل